# Прудскова, Валентина Александровна
Валентина Александровна Прудскова (27 декабря 1938, Ершов, Саратовская область — 23 августа 2020, Саратов) — советская фехтовальщица на рапирах, олимпийская чемпионка (1960), заслуженный мастер спорта СССР (1960).

## Биография
Валентина Прудскова стала заниматься фехтованием в возрасте 16 лет. Тренер — Михаил Васильевич Сазонов. О своём наставнике Валентина Прудскова говорит как о замечательном тренере и талантливом человеке, под руководством которого спортсменка смогла добиться самых ощутимых результатов в спорте, хотя она также занималась фехтованием у Григория Ильича Шварца. Михаила Сазонова она называет своим главным наставником в интервью.
Окончила Саратовский политехнический институт в 1962 году по специальности металлорежущие станки и инструменты. Работала инженером-конструктором на Саратовском станкостроительном заводе до 1969 года, тренером в детско-юношеской спортивной школе фехтования при ГОРОНО (с 1969).

## Спортивная карьера
- Олимпийская чемпионка в командных соревнованиях на рапирах 1960 года, серебряный призёр 1964 года в команде.
- Трёхкратная чемпионка мира 1958, 1961, 1965 годов в командной рапире, серебряный призёр 1962 года в команде, бронзовый призёр 1965 года в личном зачёте.
- Семикратный призёр первенства СССР, семикратная чемпионка первенства Союза профсоюзов, шестикратная чемпионка первенства РСФСР.
- Победительница молодёжного первенства мира 1959.
- Победительница турнира на приз «Серебряная рапира» в Италии, Комо 1960 года.
- Второе место на турнире «Серебряная рапира» 1961, 1962 года.

## Награды
- Медаль «За трудовое отличие» (16.09.1960) — за успешные выступления в XVII летних и VIII зимних Олимпийских играх 1960 года, а также за выдающиеся спортивные достижения[3]